# Тымф
Тымф, тынф, тинф (от пол. tymf, tynf) или тымпф, тимпфа (от нем. Timpf, Tympfe) — первоначально биллонная монета Речи Посполитой, чеканившаяся в 1663—1666 годах. Являлась неполноценной кредитной монетой, которая имела номинальную стоимость в 30 грошей, а реально содержала серебра на сумму в 12—13 грошей. Получила название от имени арендатора королевских монетных дворов Андреаса Тымфа.
Реальная стоимость тымфа, который являлся неполноценной монетой, с первых годов выпуска была ниже номинальных 30 грошей. На рынке он котировался в лучшем случае как орт, хотя и имел меньшее содержание серебра. Именно поэтому, для подчёркивания различия от полновесной монеты номиналом в 18 грошей, его и стали именовать «ортовым тымфом». После 1666 года в Речи Посполитой неоднократно выпускали монеты номиналом в 18 грошей, за которыми закрепилось название «тымфов».
Кроме Речи Посполитой, тымфы получили широкое распространение в Пруссии. В 1756 году Фридрих II занял своими войсками Лейпциг, которым на тот момент правил курфюрст Саксонии и польский король Август III, и находящийся в нём монетный двор. Фальшивомонетничество стало осуществляться на государственном уровне. Новый арендатор Лейпцигского монетного двора стал чеканить тымфы с использованием захваченных штемпелей и указанием неверной даты для затруднения их идентификации. Порча монет приобрела колоссальные масштабы. Количество тымфов со сниженным содержанием в них благородного металла было настолько велико, что население отказывалось принимать к оплате все монеты данного типа. В результате в 1765 году, через два года после окончания войны, Пруссия была вынуждена отказаться от их дальнейшего выпуска.
Также во время Северной войны и Семилетней войны, при правлении Петра I и Елизаветы, для оккупированных российскими войсками территорий в 1707—1709 годах и 1759—1761 годах, чеканили монеты, которые по своим характеристикам соответствовали польским тымфам. Они не предназначались для российского рынка. Их получали войска для закупки продовольствия и фуража на территориях, где традиционно бытовала польско-литовская монетная система.

## Предпосылки появления

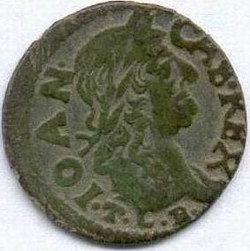
Боратинка — предшественница тымфа

Речь Посполитая в 1640—1660-х годах переживала тяжёлые времена. В 1648 году началось восстание Богдана Хмельницкого. Поражение польского войска в битвах под Жёлтыми Водами и Корсунем расстроили финансовую систему государства. Вопросы о её оздоровлении и получении дополнительных доходов от чеканки монет были подняты на заседании сейма. 16 мая 1650 года был принят новый монетный закон. Из одной краковской гривны серебра, которую приравняли к 201,86565 г, следовало выпускать 8 талеров или 24 злотых. Тяжёлое положение Польши, вызванное вторжением войск шведского короля Карла X в 1655 году и войной с Русским царством, вынудило неоднократно пересматривать содержание благородных металлов в монетах в сторону их уменьшения.
В условиях, когда стоимость монеты определялась содержанием в ней металла, Польша была вынуждена начать выпуск кредитных денег, реальная стоимость которых составляла около 15 % номинальной. По имени арендатора монетных дворов итальянца Тита Ливия Бураттини (встречается также написание «Боратини») эти денежные знаки получили название «боратинок».

## Речь Посполитая

### Денежная система Речи Посполитой в первой половине XVII столетия
В конце 1620-х—1640-х годах в Речи Посполитой сложилась следующая денежно-монетная система
| Злотый | Орт | Шестак | Трояк | Полторак | Грош | Шеляг |
| ------ | --- | ------ | ----- | -------- | ---- | ----- |
| 1      | 1 ⅔ | 5      | 10    | 20       | 30   | 90    |
|        | 1   | 3      | 6     | 12       | 18   | 54    |
|        |     | 1      | 2     | 4        | 6    | 18    |
|        |     |        | 1     | 2        | 3    | 9     |
|        |     |        |       | 1        | 1,5  | 4,5   |
|        |     |        |       |          | 1    | 3     |

### Появление и история обращения

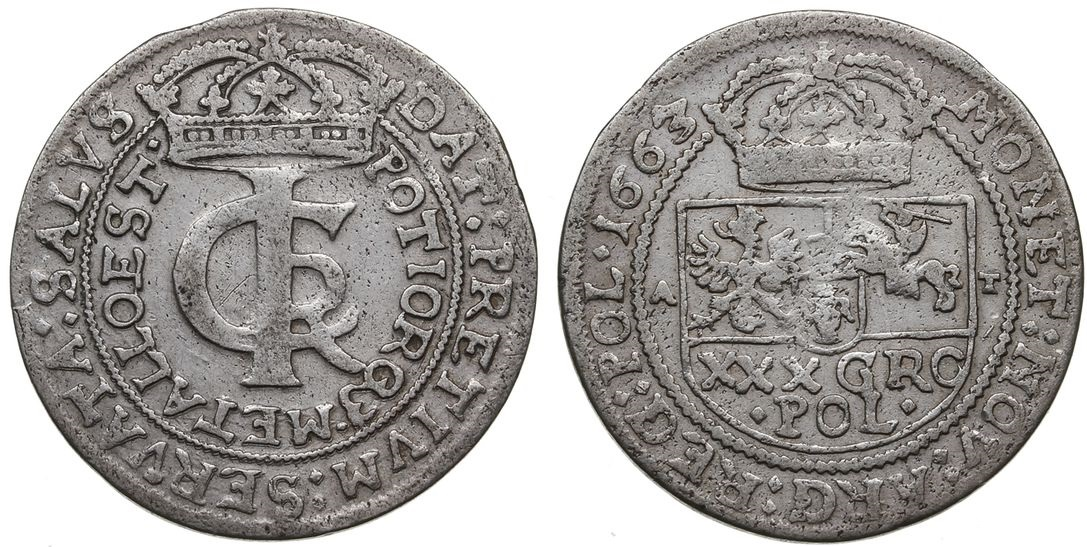
Тымф 1663 года

Воспользовавшись недовольством населения, вызванным выпуском медных боратинок, немецкий эмигрант Андреас Тымпф (также встречается написание «Тымф») сумел убедить правительственную комиссию в перспективности чеканки серебряных монет. Таким образом государство намеревалось погасить задолженность перед войском.
С Тымпфом был подписан контракт на выпуск серебряных злотых из 200 тысяч краковских гривен 8-лотового (500 проба) серебра. Из каждой перечеканенной гривны чистого серебра 27 злотых должно было идти в казну, 27 — на закупку металла, а 6 составляли производственные затраты и прибыль владельца монетной регалии, то есть Тымпфа. Одна монета номинальной стоимостью в 30 грошей весила 6,729 г и содержала 3,364 г чистого серебра. Рыночная стоимость металла в новых монетах составляла около 40 % от номинальной и соответствовала 12—13 грошам.

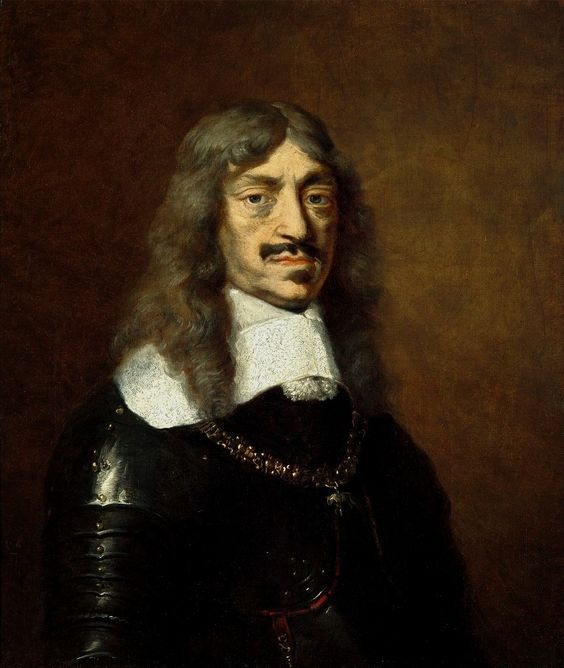
Отношение к тымфам современников выражено в едкой расшифровке монограммы короля Яна II Казимира «ICR» (Ioanes Casimirus Rex) как «Initium Calamitatis Regni» (Начало гибели государства)

Вместо предусмотренных контрактом 6 млн монет данного типа их было отчеканено более 10 млн. Только на монетном дворе в Быдгоще с 1 октября 1663 по 1 июля 1666 года выпустили 6 388 561 ухудшенных злотых, в Кракове с 3 октября 1663 по 20 сентября 1666 года — 3 499 306, во Львове с 3 марта по 9 сентября 1663 года — 1 357 170. По имени автора проекта они получили народное название «тымфов».
Обман даже и не скрывался. На аверсе монеты помещалась надпись «лат. DAT PRETIVM SERVATA SALVS POTIORQ METALLO EST» (рус. Желание спасения Отечества превышает цену металла). Также на этой стороне в центре изображена монограмма короля Яна II Казимира «ICR». На реверсе располагались гербы Польши, Литвы и династии Ваза, по сторонам от которых иногда находятся инициалы Андреаса Тымпфа «А» и «Т». Там же обозначается номинал монеты — «XXX — GRO. POL.» и круговая легенда «MONET. NOV. ARGE. REG. POL.». На львовских тымфах буква «R» в монограмме короля большая, на отчеканенных в Быгдоще — меньше, чем «С».
Вследствие длительного функционирования монетных дворов, которые выпускали два типа монет — полновесные и кредитные, — денежная система страны оказалась в состоянии кризиса. Возрастали цены на товары и услуги, что вызывало недовольство среди населения. Отношение к тымфам современников выражено в едкой расшифровке монограммы короля «ICR» как «Initium Calamitatis Regni» (рус. Начало гибели государства). В конце декабря 1666 года сейм решил приостановить чеканку монет и привлечь к ответственности арендаторов монетных дворов Бураттини и Андреаса Тымпфа. Тымпф был вынужден бежать в Германию.

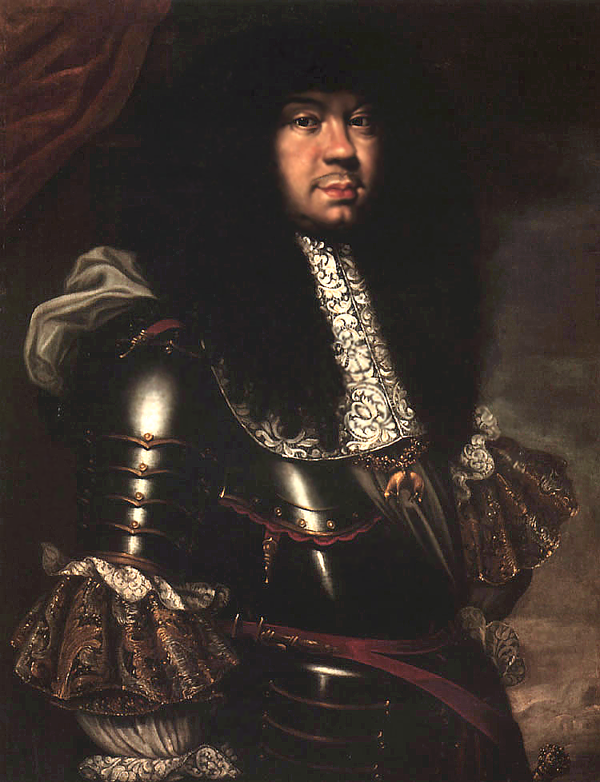
Решение сейма 1672 года на предложение короля Михаила Вишневецкого снизить цену тымфов: «учитывая тяжкие для Речи Посполитой времена, на снижение цены … ортов тымфовых, как предлагает их Королевская Милость, согласиться нельзя, ибо понесли бы мы большой ущерб, если бы, иной не имея монеты, эту понизили»

Реальная стоимость тымфа с первых годов выпуска была ниже номинальных 30 грошей. На рынке он котировался в лучшем случае как орт, хотя и имел меньшее содержание серебра. Именно поэтому, для подчёркивания различия от полновесной монеты номиналом в 18 грошей, его и стали именовать «ортовым тымфом». Данный обменный курс сложился практически сразу после выпуска тымфов, о чём свидетельствует постановление Львовской Генеральной комиссии от марта 1663 года, где данные монеты называют «ортами злотовыми». Законодательно курс тымфа был подтверждён на январском сейме 1672 года. Предложение снизить курс циркулирующих тымфов было отвергнуто с обоснованием «учитывая тяжкие для Речи Посполитой времена, на снижение цены … ортов тымфовых, как предлагает их Королевская Милость, согласиться нельзя, ибо понесли бы мы большой ущерб, если бы, иной не имея монеты эту понизили».
В соответствии с законом Грешема неполноценные тымфы и боратинки вытеснили из рыночного оборота полновесные монеты, создав тем самым условия для бурной инфляции, и расстроили финансовую систему государства.

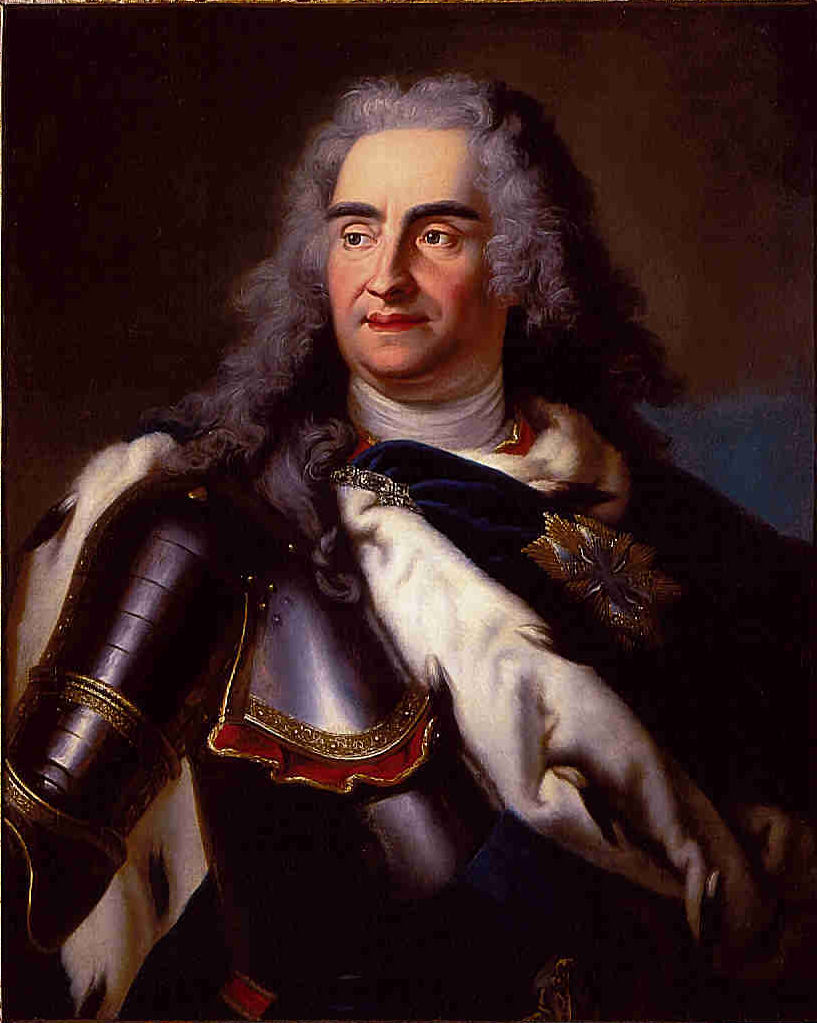
Курфюрст Саксонии, король польский и великий князь литовский Август II
«Малотиражные и к тому же нерегулярные эмиссии [монет] по сути своей были лишь перенесёнными на металл декларациями, оповещавшими европейский мир о новом высоком титуле курфюрста»

После 1666 года в Речи Посполитой неоднократно выпускали монеты номиналом в 18 грошей, за которыми закрепилось название «тымфов». После разорительных для государства войн начала второй половины XVII столетия рынок был наполнен деньгами времён Сигизмунда III и Яна II Казимира, а также иностранными монетами. В этих условиях правительство считало нецелесообразным проведение новых эмиссий. Только в 1671 году во время правления Михаила Вишневецкого на коронном монетном дворе в Быдгоще было выпущено незначительное количество тымфов.
При Яне III Собесском возобновляется деятельность монетных дворов. Основными выпускаемыми номиналами стали шестаки и орты. Ситуация вновь ухудшилась при его преемнике Августе II, который одновременно являлся королём польским и курфюрстом саксонским. Незначительные тиражи тымфов на монетном дворе Лейпцига 1698 и 1704 годов являлись «лишь перенесёнными на металл декларациями, оповещающими европейский мир о новом высоком статусе курфюрста». Неудачи в войне с Карлом XII приводят к анархии в денежном хозяйстве Речи Посполитой и прекращению работы монетных дворов.
В 1734 году королём Речи Посполитой становится сын Августа II. При новом короле Августе III производство польских монет возобновляется и ведётся при этом только в Саксонии. В самом начале Семилетней войны в 1756 году войска прусского короля Фридриха II оккупировали Саксонию. На тот момент ею правил Фридрих Август II, также известный как польский король Август III. Занятый пруссаками монетный двор Лейпцига был передан в управление Фейтелю Эфраиму. Новый арендатор начал чеканку саксонских и польских монет, в основном тымфов, со значительно меньшим содержанием в них серебра. Фейтель Эфраим, будучи подданным прусского короля, не только использовал штемпеля других государств, но и указывал на монетах неверные довоенные даты, что делало ещё более затруднительным идентификацию данных денежных знаков. В народе все они приобрели название «эфраимитов».
После окончания войны 10 февраля 1766 года был принят монетный закон, который реформировал систему денежного обращения в Речи Посполитой. Выпуск тымфов был прекращён.

## Тымпф в Пруссии. Ахтценгрошер
В 1525 году из владений Тевтонского ордена было создано герцогство Пруссия, которое являлось вассалом королевства Польского. В 1577 году польский король Стефан Баторий назначил регентом слабоумного прусского герцога Альбрехта Фридриха его троюродного брата маркграфа Бранденбург-Ансбаха Георга Фридриха. Его потомок Фридрих Вильгельм I во время войны Речи Посполитой с Швецией, примыкая то к одной, то к другой стороне, обеспечил как увеличение своих владений, так и признание Польшей Бранденбурга-Пруссии в 1657 году независимым государством.
Находясь под формальной властью Речи Посполитой, правители Бранденбург-Пруссии чеканили собственную монету. При этом в отличие от Польши, где основной денежной единицей являлся злотый, в населённых преимущественно немцами землях Пруссии использовали талеры. Ещё до признания своей независимости и начала войны Речи Посполитой со шведами, в 1651 году на монетном дворе Кёнигсберга начали чеканить серебряную монету номиналом в 1/5 талера или 18 грошенов. Новая денежная единица получила название ахтценгрошера (от нем. achtzehn — 18), или фюнфельталера (дословно «пятой частью талера»). Проникающие на территорию Бранденбурга-Пруссии польские тымфы стали именовать гульдентымпфами, либо тымпфами. Из всех этих названий прижились «ахтценгрошер» и «тымпф».
Ахтценгрошеры стали одной из основных ходячих монет в Пруссии. С 1651 по 1700 год их чеканили, за редким исключением, ежегодно очень большими тиражами. Так, только в 1698 году было выпущено около 6 млн экземпляров.

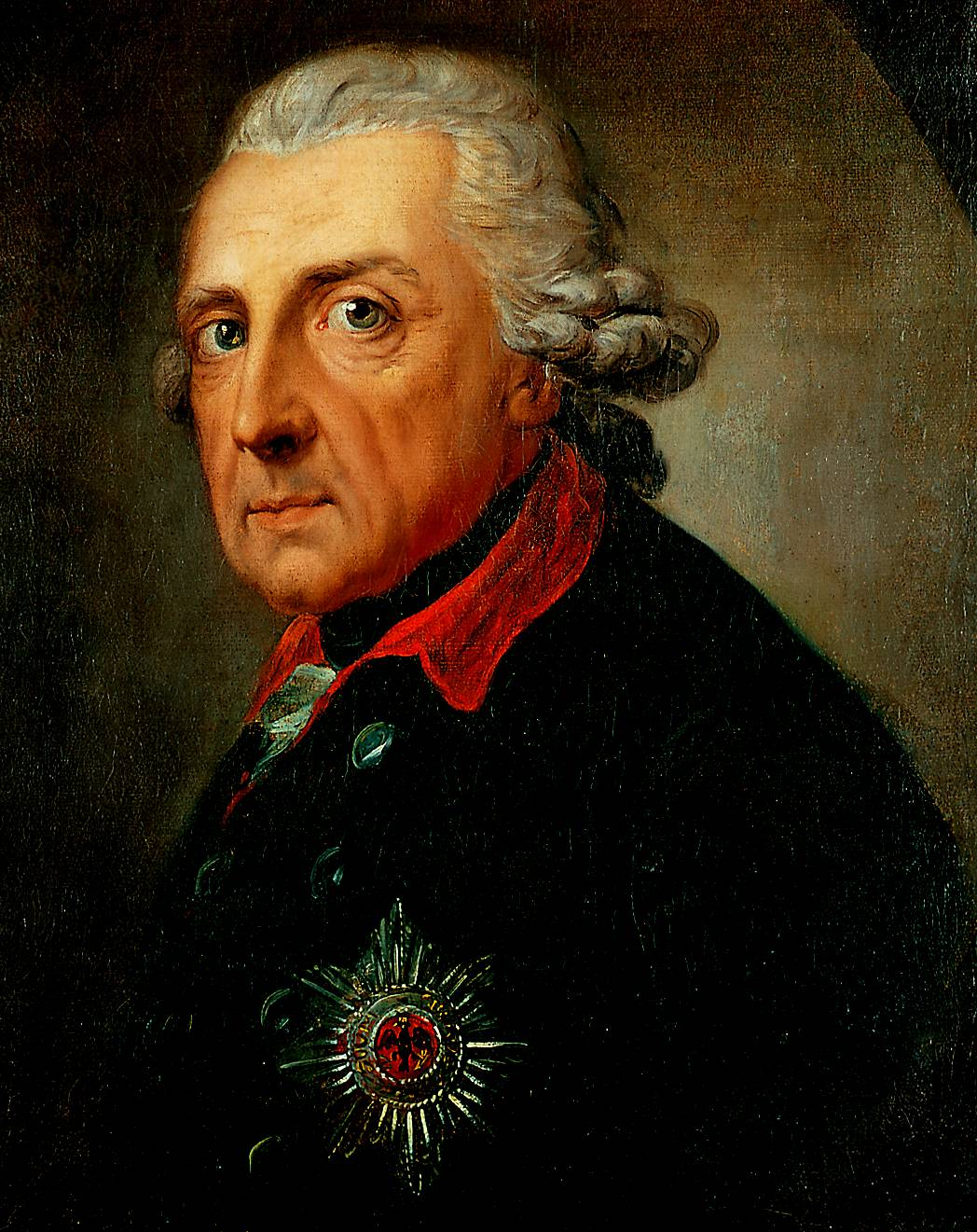
Король Фридрих II при котором фальшивомонетничество тымфов осуществлялось при непосредственном содействии и поощрении государства

В 1701 году сын Фридриха Вильгельма Фридрих повысил статус своих владений до королевства. В королевстве Пруссии тымпфы чеканили не столь регулярно, как во второй половине XVII столетия. До начала Семилетней войны в 1756 году их выпускали при королях Фридрихе I в 1701 году, Фридрихе Вильгельме I в 1714, 1716—1718 годах, Фридрихе II в 1751—1755 годах.
Как было указано выше, Фридрих II, оккупировав Саксонию во время Семилетней войны, занял Лейпциг и находящийся в нём монетный двор. Фальшивомонетничество стало осуществляться на государственном уровне. Новый арендатор Лейпцигского монетного двора стал чеканить тымфы с использованием захваченных штемпелей и указанием неверной даты для затруднения их идентификации. Кроме саксонско-польских тымфов, порче подверглись и прусские монеты, в том числе и ахтценгрошеры. Порча монет приобрела колоссальные масштабы. Из одной кёльнской марки (233,588 г) серебра вместо определённых грауманской монетной стопой 14 талеров, чеканили 45. Всего при Фридрихе II пруссаками низкопробных военных денег, получивших в народе название «эфраимитов», было выпущено на номинальную сумму 7 млн талеров монетами разных номиналов.
Количество тымпфов с уменьшенным количеством в них благородного металла было настолько велико, что население отказывалось принимать к оплате все монеты данного типа. В результате в 1765 году, через два года после окончания войны, Пруссия была вынуждена отказаться от дальнейшего выпуска ахтценгрошенов.
Данная денежная единица была официально демонетизирована в Германской империи 1 октября 1875 года.

## Русский тынф
Во время правления Петра I, в 1707—1709 годах, чеканили монеты, которые по своим характеристикам (вес, содержание серебра, диаметр) были идентичны польским тымфам. Они не предназначались для российского рынка. Их использовали для торговых операций с Речью Посполитой. Также эти монеты получали войска, которые участвовали в войне со шведами, для закупки продовольствия и фуража на территориях, где традиционно бытовала польско-литовская монетная система.
На аверсе данных монет располагался погрудный портрет Петра I и круговая надпись «царь и вел. кн. Петр Алексеевич» (на аверсе) «всея России повелитель» (на реверсе). На обратной стороне изображён двуглавый орел, а также обозначена дата чеканки.

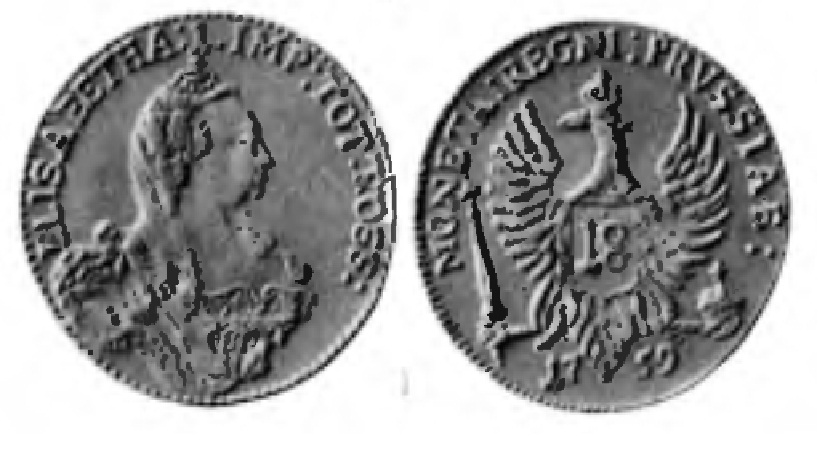
Тымпф Елизаветы 1759 года

Официальный курс «тымфа» был определён в 12 копеек. 1/3 тымфа равнялся шестаку (шести грошам, что соответствовало 4 копейкам).

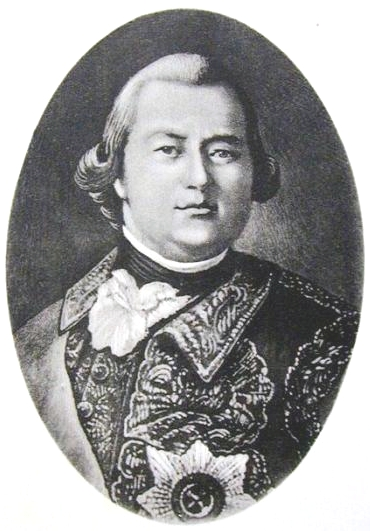
Генерал-аншеф, наместник российской императрицы в Восточной Пруссии барон Н. А. Корф
«Губернатор рисунками моими был доволен и по оному были вырезаны штемпели и мы стали делать деньги. […] Казна имела от сего великую прибыль и деньги наши стали несравненно лучше ходить, нежели те обманные и дурные, какими прусский король отягощал все свои земли.»

В 1759—1761 году на занятом русскими войсками монетном дворе Кёнигсберга во время царствования императрицы Елизаветы чеканили подражания тымфов. Согласно указу наместника Восточной Пруссии Н. А. Корфа от 8 июня 1759 года, выпуску подлежали монеты номиналом в 18, 6, 3, 2, 1 грошей, а также шиллинги. В отличие от заполонивших территории Пруссии и Речи Посполитой эфраимитов, русские чеканили монеты по довоенным стандартам.
Одновременно проводились попытки ограничить приток некачественных эфраимитов на территорию Восточной Пруссии, а также унифицировать денежное обращение. Интерес представляет таблица 1760 года, которая определяет обменные курсы «малоценных немецких монет» на новые гроши. Список содержит около 200 наименований, которые имели хождение на занятой русскими территории. Различные типы «Tympfe oder Achtzehner» (рус. тымпфов или 18-грошевиков) котировались от 9 до 18 грошенов.
Один из служащих так описал возобновление работы монетного двора:
Узнав, что находился в Кёнигсберге прежний монетный двор, со всеми его орудиями и мастерами, вздумали и сами делать особливые прусские деньги наподобие тех, какие делывались тут прежде, т. е. полусеребряные. Не успело воспоследовать о том повеление от двора, как собрали мы всех нужных к тому мастеров, отыскали монетного мастера и мне поручено было от губернатора сделать для штемпеля рисунки, которые я и смастерил как умел. На всех сих деньгах изображён был с одной стороны грудной портрет императрицы, с другой прусский герб, одноглавый орёл с надписью. Губернатор рисунками моими был доволен и по оному были вырезаны штемпели и мы стали делать деньги. При сём то случае, удалось мне впервые видеть, как делаются на монетных дворах и тиснятся деньги. Я смотрел на всё производство сей работы с отменным любопытством и не мог всеми выдуманными к тому орудиями и пособиями довольно налюбоваться. Казна имела от сего великую прибыль и деньги наши стали несравненно лучше ходить, нежели те обманные и дурные, какими прусский король отягощал все свои земли.
После смерти Елизаветы Петровны в 1762 году на престол взошёл Пётр III. Для нового императора прусский король Фридрих II являлся кумиром. Согласно Петербургскому мирному договору Россия добровольно отказалась от всех своих приобретений в этой войне, в том числе и Кёнигсберга. После передачи ранее завоёванных земель чеканка тынфов стала неактуальной и была прекращена.